# Château d'eau de Brive
Le château d'eau de Brive est un ancien château d'eau bâti au XIXe siècle à Brive-la-Gaillarde pour alimenter les fontaines environnantes.

## Historique
Le château d'eau de Brive a été construit sur un terrain marécageux dû aux treize bras que formait à cet endroit là la rivière Corrèze, bras qui donnèrent son ancien nom de Gierle à la place du 14 juillet (« las Hierlas » signifie « les îles marécageuses »). Au XVIIIe siècle, le frère du cardinal Dubois, Joseph Dubois, maire perpétuel de la ville de Brive, grand voyer de France, fit assécher la Guierle en canalisant les treize bras en un seul bras surmonté aujourd'hui du pont Cardinal. Sur cette place gagnée sur les eaux fut érigé un bâtiment à la fois utilitaire et symbolique : le château d'eau, en forme de phare. 
M. Limousin, architecte à la retraite, en fit les plans. Le projet était de pomper les eaux de la Doux, afin d'en redistribuer les eaux dans les fontaines environnantes.
Le bâtiment fut réalisé en 1834 pour contenir indépendamment les machines motrices, la principale cuvette de réception des eaux, un logement pour le préposé à la conservation et la surveillance.
Une machine élévatoire permettait de pomper les eaux de la Doux, de les conserver en haut du bâtiment dans une cuve, après avoir passé dans un filtre de sable puis de les lâcher. Ainsi par leur poids, les eaux se distribuaient dans les fontaines alentour.
Ultérieurement fut intégrée dans ce bâtiment la bascule pour le marché aux bestiaux.
Le bâtiment se compose d'une tour formant belvédère, et s'élève à l'extrémité de la promenade qui longeait le canal, aujourd'hui recouvert par le « quai » de Tourny.
Le premier étage servait de tribune aux notables lors des manifestations agricoles et culturelles.
La cloche, du côté Est, ouvrait et fermait le marché de gros avant que celui-ci ne déménage dans la zone de Cana.
Depuis le 1er novembre 2006, l'accès à la tour est de nouveau possible, grâce aux travaux faits par la Communauté d'agglomération de Brive.
Le bâtiment est devancé d'un jardin public de type méditerranéen (d'où oliviers et lavande), précédé du portail du XVIIIe siècle symbolisant le « riant portail du Midi » chanté par Jasmin, poète d'Agen au XIXe siècle. 
Du haut de cet ancien château d'eau, aujourd'hui office de tourisme, il est possible d'avoir une vue générale du marché et des alentours immédiats. L'accès est gratuit aux heures d'ouverture de l'office du tourisme.
Le bâtiment a été inscrit aux monuments historiques par un arrêté du 28 décembre 1984.

## Dimensions principales
Les dimensions de l'édifice sont les suivants :
- 22,50 mètres du sol au toit,
- 16,50 mètres du sol au promenoir,
- 5,04 mètres du sol à la terrasse,
- 14,60 mètres de circonférence,
- 98 marches permettent d'accéder au sommet.